# 十字分道駅

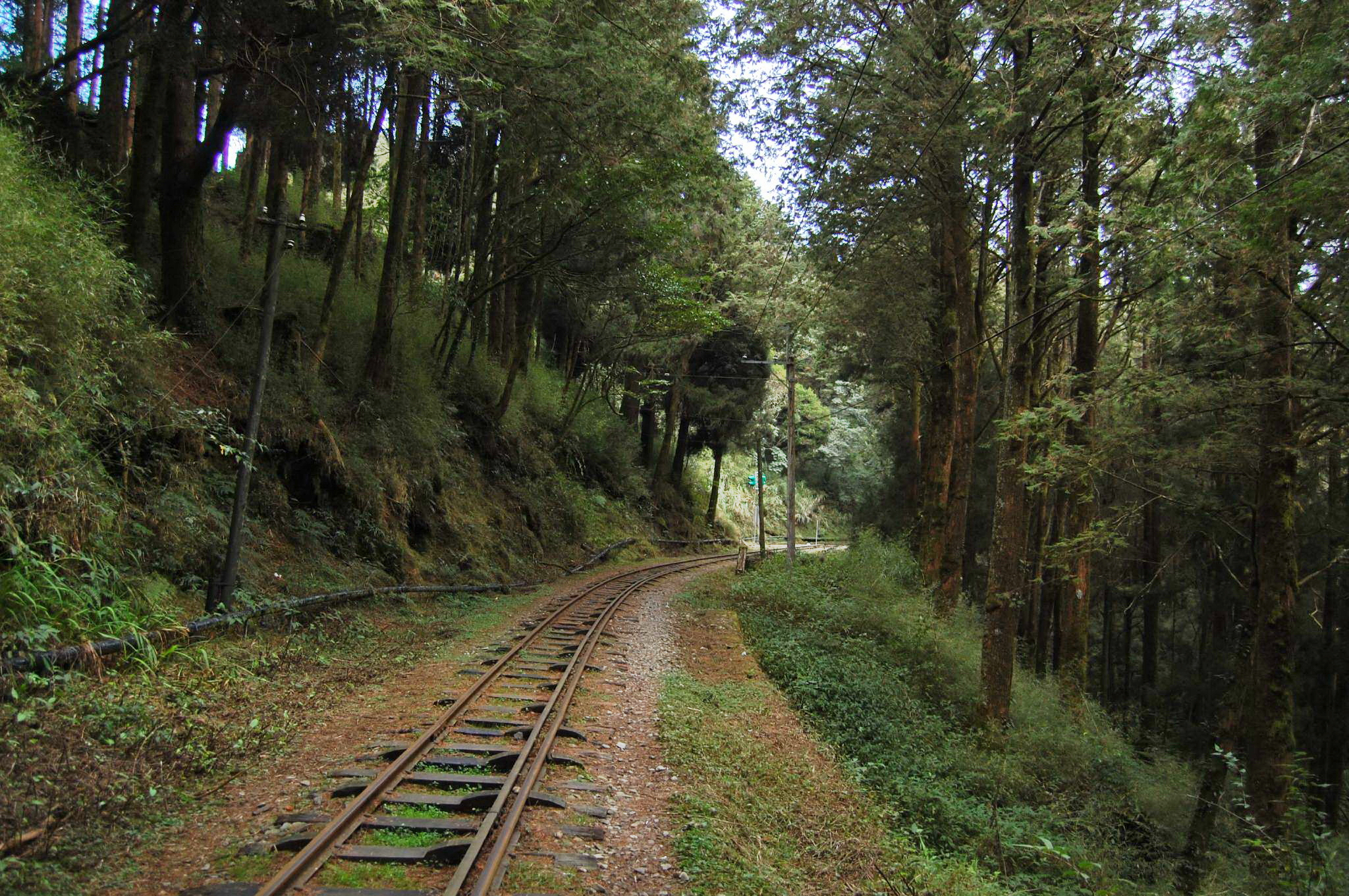
眠月線側からみた駅。奥に信号機がある。

十字分道駅（じゅうじぶんどうえき）は、台湾嘉義県阿里山郷にある阿里山森林鉄路の駅。
海抜2,310メートルにある無人駅で、当駅から左側に眠月線が、右側に祝山線が分岐するため、信号機が設置されている。

## 歴史
- 1914年 - 塔山裡(塔山裏)線（全長0.86km）部分が先行完成。
- 1915年 - 塔山線（現眠月線）と塔山裡線との分岐駅として開業。
- 不明 - 塔山裡線が計画中止により未成線となる。
- 1986年 - 眠月線を活用した祝山線が開業し、当駅は沼ノ平駅方面に0.4km移動、に再び分岐駅。
- 1999年9月21日 - 921大地震以降眠月線が不通に
- 2001年12月23日 - 祝山線列車が当駅で脱線事故。分岐器の転換不良とみられ乗客8名が負傷した[2]。

## 隣の駅
阿里山森林鉄路
■祝山線
沼平駅 - 十字分道駅 - 対高岳駅
■眠月線
沼平駅 - 十字分道駅 - 十字分道駅（旧） - (不通) 塔山駅